# Frode Sørensen (Politiker)
|  | Dieser Artikel wurde auf den Seiten der Qualitätssicherung des Projektes Politiker eingetragen. Hilf mit, ihn zu verbessern, und beteilige dich an der Diskussion! Folgendes muss noch verbessert werden: Belegbaustein war seit drei Jahren drin; Inhalt ist zu dünn. --Merkið (Diskussion) 21:32, 1. Apr. 2019 (CEST) |

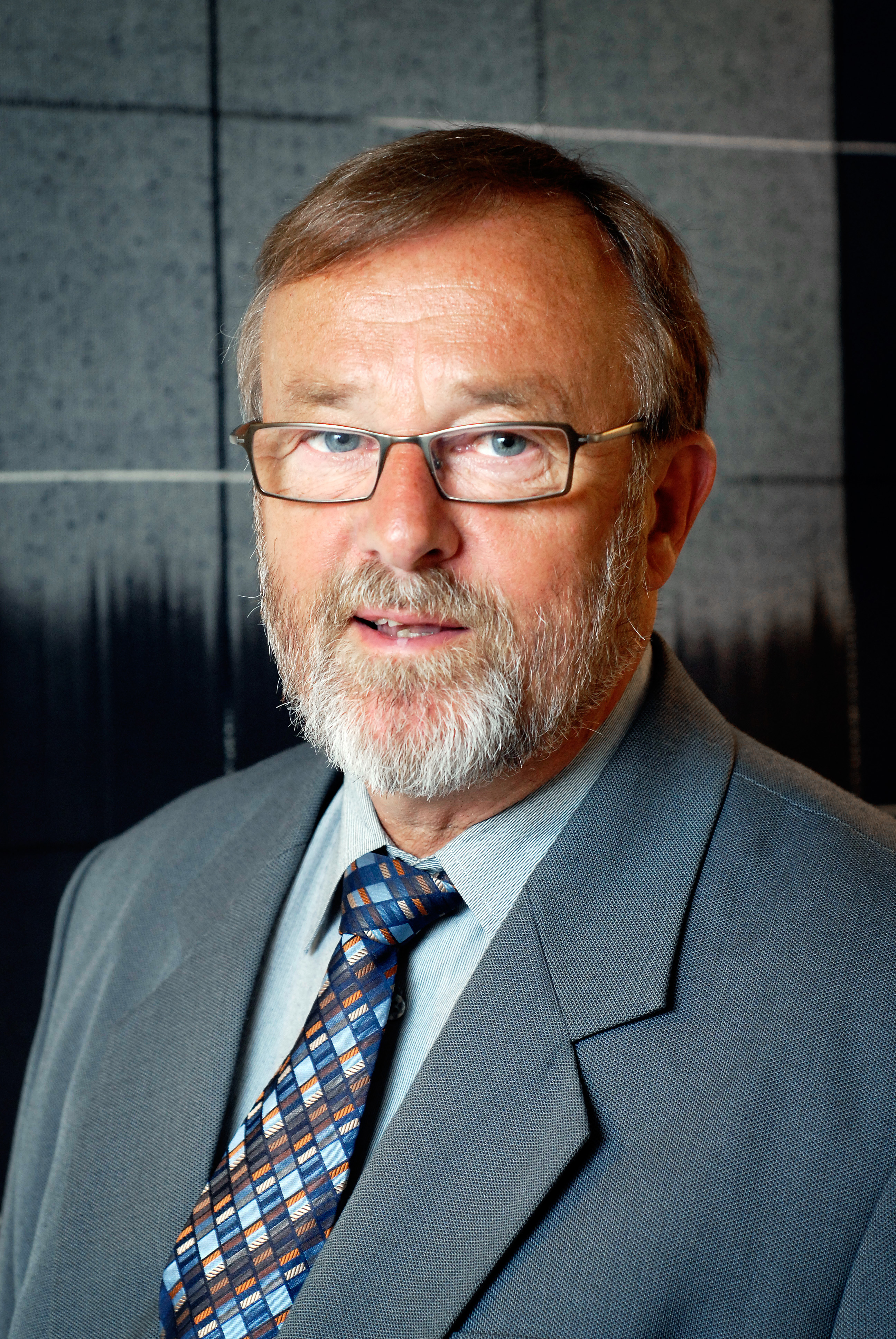
Frode Sørensen

Frode Sørensen (* 21. Januar 1946 in Toftlund) ist ein dänischer sozialdemokratischer Politiker.

## Leben
Sørensen war Stadtrat in Sønderborg von 1994 bis 1998. Seit 11. März 1998 ist er Mitglied des dänischen Parlaments. Von 21. Dezember 2000 bis 27. November 2001 war er königlicher dänischer Steuerminister.
| Personendaten    | Personendaten                            |
| ---------------- | ---------------------------------------- |
| NAME             | Sørensen, Frode                          |
| KURZBESCHREIBUNG | dänischer sozialdemokratischer Politiker |
| GEBURTSDATUM     | 21. Januar 1946                          |
| GEBURTSORT       | Toftlund                                 |